# Krwawa środa
Als Krwawa środa (deutsch: Blutiger Mittwoch oder Blutmittwoch) wird in Polen der 15. August 1906 bezeichnet. An diesem Tag führten Mitglieder der Kampforganisation der Polnischen Sozialistischen Partei (Organizacja Bojowa Polskiej Partii Socjalistycznej, OBPPS) mehrere Angriffe auf Behörden und Polizeistellen im von Russland besetzten Kongresspolen durch. Es kam zu rund 100 Anschlägen in bis zu 20 Orten. Nach unterschiedlichen Angaben kamen dabei bis zu 80 Personen, zumeist russische Polizisten und Informanten, ums Leben. Die Operation des Blutmittwochs gehört zu den bekanntesten Aktivitäten der OBPPS.
Bereits in den vorhergehenden Monaten hatte die OBPPS mehrfach Anschläge gegen die russischen Besatzer organisiert. Im August 1906 erreichten diese Aktionen einen Höhepunkt. Am 15. August kam es zu koordinierten Aktionen, bei denen vor allem Polizeistationen im Land gleichzeitig angegriffen wurden. Kazimierz Sosnkowski war als Leiter der Warschauer Sektion der OBPPS an den Aktionen in Warschau beteiligt. Nicht alle Funktionäre der OBPPS unterstützen die Anschläge. So war vor allem Józef Piłsudski gegen die Aktionen. Auch andere, gemäßigtere Organisationen wie die Socjaldemokracja Królestwa Polskiego i Litwy und der Allgemeine jüdische Arbeiterbund verhielten sich ablehnend.  
Als Reaktion der russischen Machthaber kam es zu einer Verschärfung der Verfolgungspolitik gegen Unabhängigkeitsaktivisten. Verhaftungen und Verurteilungen nahmen zu, die russische Armee griff in den Arbeitervierteln von Warschau, Łódź und anderen Städten härter als zuvor durch. Eine Folge der Anschläge war auch ein Pogrom in Siedlce vom 8. bis 10. September 1906.